# Zone interdite
La zona prohibida (en francés zone interdite) es la denominación que se le dio a dos de los territorios establecidos por el III Reich en la Francia ocupada durante la II Guerra Mundial tras la firma del Armisticio del 22 de junio de 1940.

## Zona costera militarizada
La zona costera era un área restringida a la población civil establecida para aumentar la seguridad en el muro atlántico. Tenía una extensión de 20 km de ancho y discurría a lo largo de la costa atlántica desde Dunkerque, Norte hasta Hendaya, Pirineos Atlánticos.
Fue administrada por la Administración Militar del Norte de Francia y Bélgica desde Bruselas.

## Asentamiento alemán
Las fuerzas alemanas ocuparon un vasto territorio en el norte y el este comprendiendo un total de seis departamentos y parte de otros cuatro desde la desembocadura del Somme hasta la frontera con Suiza en Jura. Esta área fue separada del resto de la zona ocupada por una línea de demarcación. Los términos «zona reservada» y «zona prohibida» son confundidos entre sí, sin embargo algunas fuentes distinguen una zona prohibida que comprende los territorios de Somme, Aisne y Ardenas.
Aunque Hitler no buscaba la expansión del Reich hacia el este de Francia salvo por la anexión de Alsacia Lorena, la posición hegemónica del ejército teutón tras la batalla de Francia hizo posible el avance territorial haciéndose con el control de los recursos económicos y otras ventajas estratégicas. Con la incorporación de las regiones fronterizas, justificaron la base de las «fronteras históricas» franco-alemanas. A finales de mayo de 1940, antes del armisticio, Hitler ordenó a Wilhelm Stuckart, Secretario de Estado del Ministerio de Interior, a que preparase sugerencias para una nueva frontera occidental. El 14 de junio del mismo año, Stuckart, o alguien cercano a su gabinete, redactó un memorándum en el que discutió la anexión de determinadas áreas del este francés dentro del III Reich. En el documento se barajó la posibilidad de reducir el estado francés a las fronteras de la época del Sacro Imperio Germánico y desplazando a la población francesa de los territorios anexionados por colonos alemanes. Este memorándum sentó las bases de la denominada «línea Nordeste».
El 28 de junio de 1940, la zona quedó herméticamente cerrada por supuestos daños importantes a causa de los combates durante la campaña alemana. A los refugiados que huyeron del avance germano no se les permitió regresar al país en un principio, sin embargo se permitió el paso a trabajadores en los territorios ocupados. A partir de agosto, los propietarios de granjas que no regresaron a sus propiedades perdieron sus bienes por la Ostdeutsche Landbewirtschaftungsgesellschaft, los cuales también requisaron propiedades a los polacos. En 1942 pasaron a controlar 4 millones de ha.. Sin embargo, la redistribución de las mismas entre los campesinos alemanes fueron imposibles al no haber colonos suficientes.